# Федер, Кеннет
Ке́ннет «Кенни» Л. Фе́дер (англ. Kenneth L. "Kenny" Feder; род. 1 августа 1952, Бруклин, Нью-Йорк, США) — американский археолог и антрополог, доктор философии (PhD) по антропологи, исследователь и критик псевдоархеологии. Профессор археологии Центрального университета штата Коннектикут (с 1977). Член Комитета скептических расследований.

## Биография
Родился 1 августа 1952 года в Нью-Йорке.
В подростковом возрасте увлекался криптозоологией и палеоконтактом, а после прочтения недавно вышедшей книги «Утро магов» о внеземных пришельцах заинтересовался тем, что сам назвал нелепостями в археологии. Федер вспоминал: «По сути, это был Эрих фон Дэникен до Эриха фон Дэникена. Я знал, что это всё чушь и сильно рассердился». Хотя и добавил, что исследование сделанных заявлений усилило его интерес.
В 1973 году получил бакалавра гуманитарных наук по антропологии в Университете штата Нью-Йорк в Стони-Бруке, в 1975 году магистра гуманитарных наук по антропологии  и в 1982 году доктора философии по антропологии в Коннектикутском университете.
С 1977 года — профессор археологии Центрального университета штата Коннектикут.
Живёт в Коннектикуте со своей женой, котятами Седоной и Доджером и целым зверинцем. У него также есть два сына и две дочери.

## Научная деятельность

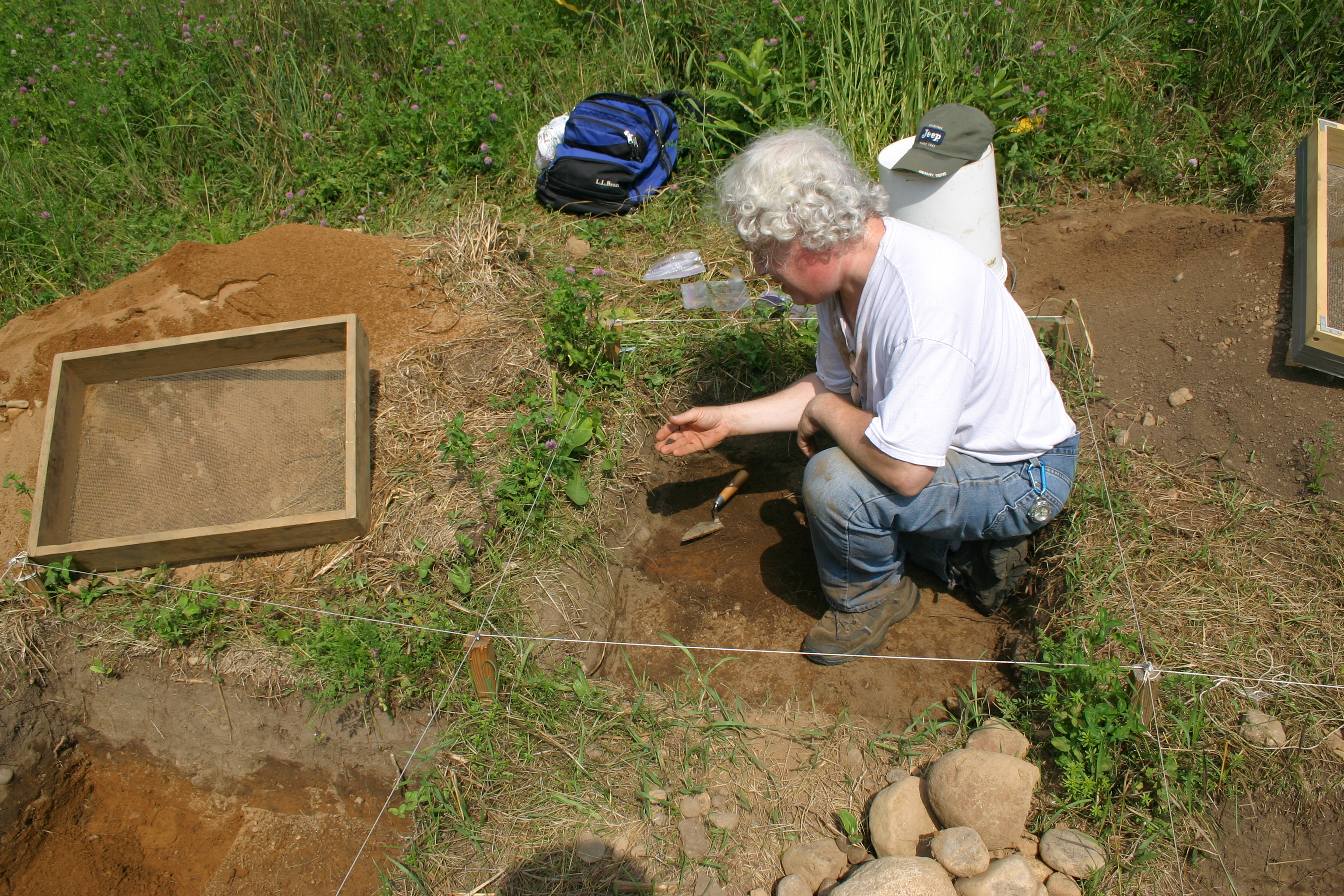
Кеннет Федер восстанавливает наконечник каменного копья на археологических раскопках 1000-летней стоянки в Уэст-Симсбери, штат Коннектикут.

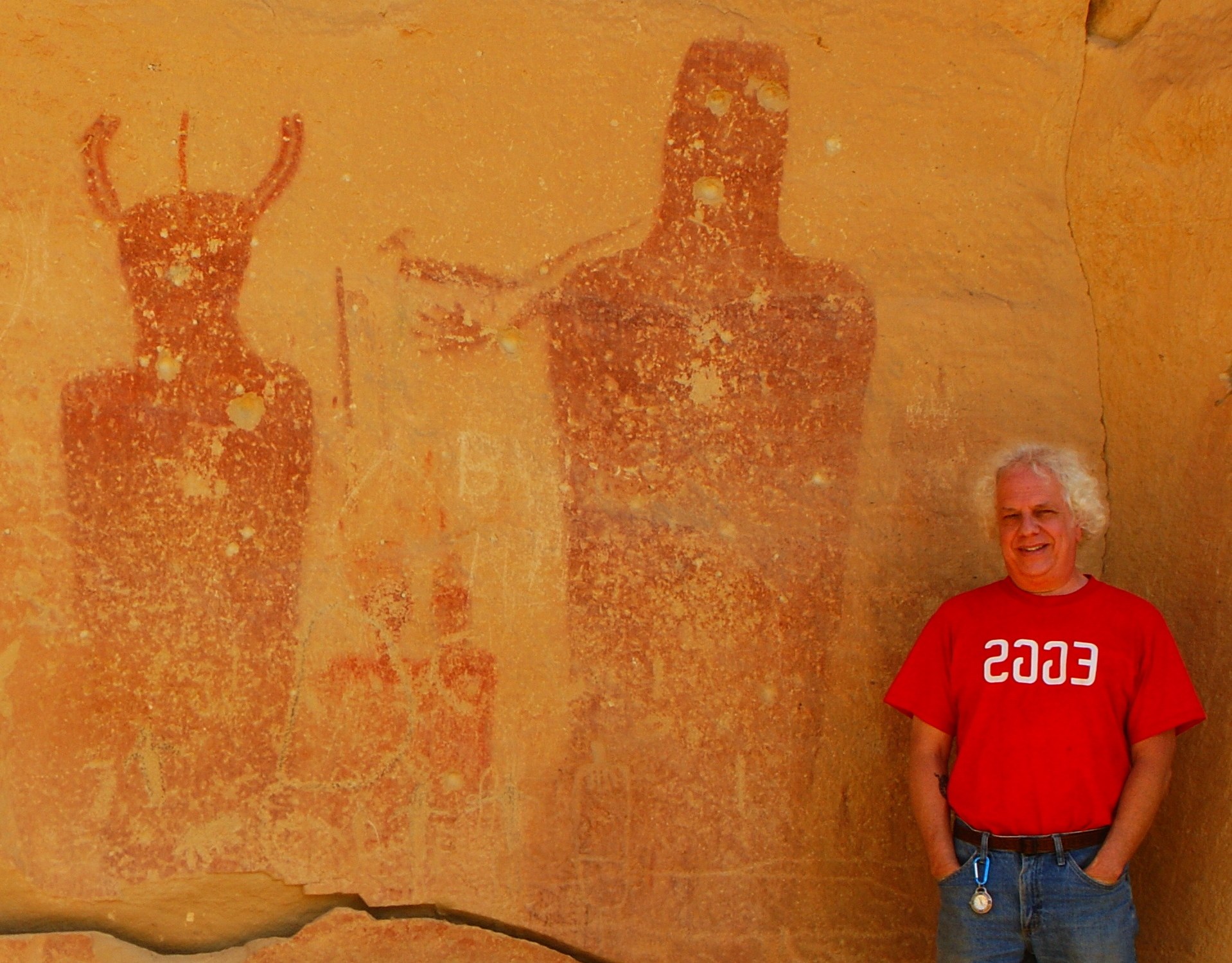
Кеннет Федер стоит рядом с древними пиктографами в каньоне Сего, штат Юта.

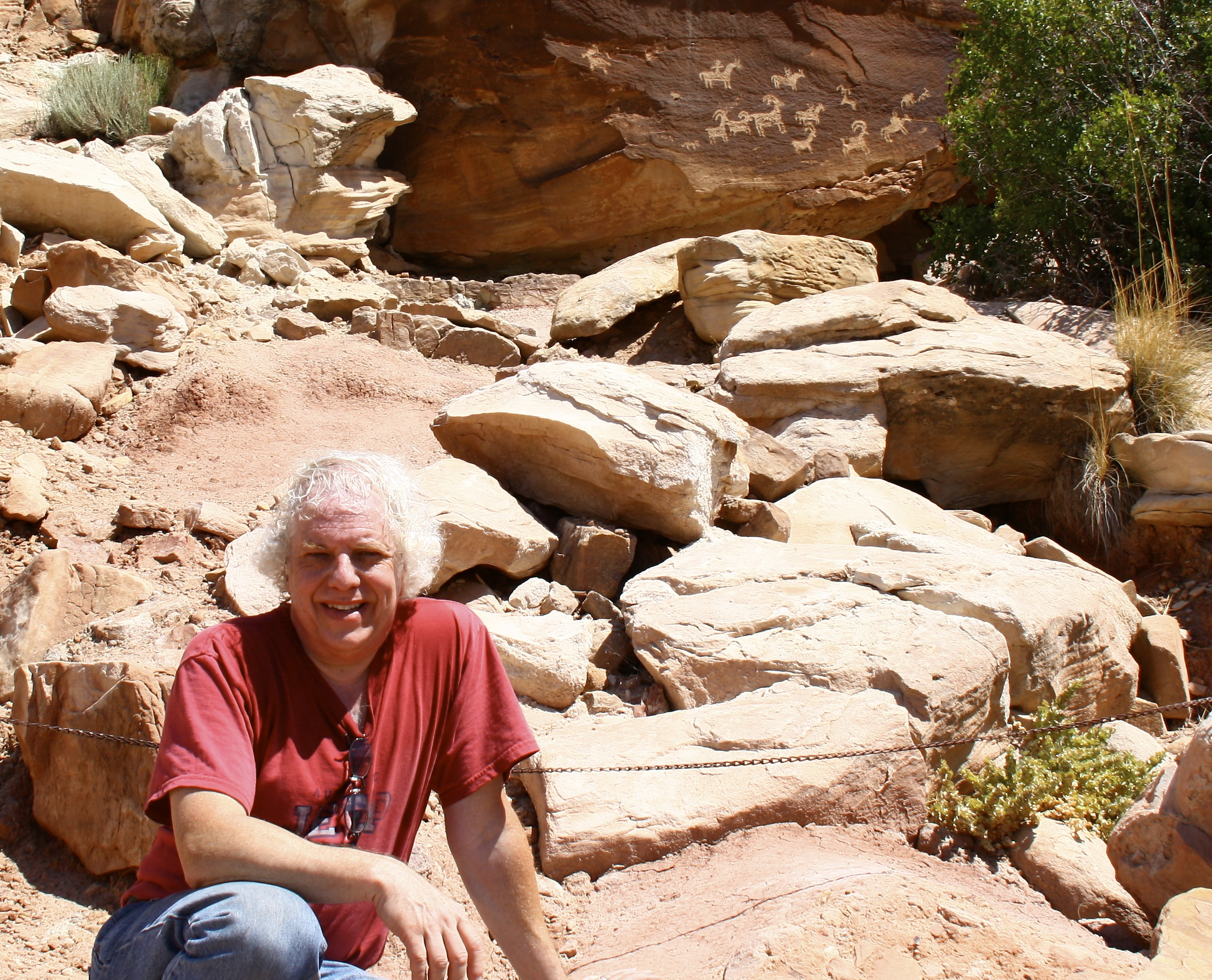
Кеннет Федер сидит перед историческими петроглифами, на которых изображены коренные американцы верхом на лошадях, использующие лук и стрелы для охоты на снежного барана. Панно с петроглифами находится в Национальном парке Арчес в Моабе, штат Юта.

Является основателем и руководителем Farmington River Archaeological Project, в рамках которого проводятся исследования доисторической местности северо-запада штата Коннектикут.
По словам Федера, став профессором, он спрашивал своих студентов, что они хотят изучать на занятиях. И выяснив, что они проявляли интерес к тем же вещам, которые его самого увлекали в подростковом возрасте, а также не сумев отыскать такую книгу, где были бы были представлены, в исчерпывающем виде, ответы на различные псевдонаучные темы, решил взяться за работу сам, что привело к написанию в 1990 году монографии «Мошенничество, мифы и тайны: наука и псевдонаука в археологии».

## Научные труды
- Feder, Kenneth. Lessons From the Past: An Introductory Reader in Archaeology. — McGraw-Hill Humanities/Social Sciences/Languages, 1998. — ISBN 978-0-7674-0453-2.
- Feder, Kenneth. Human Antiquity: An Introduction to Physical Anthropology and Archaeology / Kenneth Feder, Coauthor - Michael Alan Park. — Mayfield Publishing, 1989. — ISBN 978-0-87484-828-1.
- Feder, Kenneth. Frauds, Myths, and Mysteries: Science and Pseudoscience in Archaeology 10th edition. — Oxford University Press Humanities/Social Sciences/Languages, 2019. — ISBN 978-0190096410.
- Feder, Kenneth. A Village of Outcasts: Historical Archaeology and Documentary Research at the Lighthouse Site. — Mayfield Publishing, 1993. — ISBN 978-1-55934-255-1.
- Feder, Kenneth. Dangerous Places: Health, Safety, and Archaeology / Kenneth Feder, Coauthor - David A. Poirier. — Bergin & Garvey, 2001. — ISBN 978-0-89789-801-0.
- Feder, Kenneth. Past in Perspective: An Introduction to Human Prehistory. — Mcgraw-Hill College[англ.], 2006. — ISBN 978-0-07-310770-7.
- Feder, Kenneth. Human Antiquity: An Introduction to Physical Anthropology and Archaeology / Kenneth Feder, Coauthor - Michael Park. — McGraw-Hill, 2006. — ISBN 978-0-07-304196-4.
- Feder, Kenneth. Linking to the Past: A Brief Introduction to Archaeology. — Oxford University Press, 2007. — ISBN 978-0-19-533117-2.
- Feder, Kenneth. Field Methods in Archaeology, 7th Edition / Kenneth Feder, Coauthor - Thomas R. Hester, Coauthor - Harry J. Shafer. — Mayfield Publishing, 2009. — ISBN 978-1-59874-428-6.
- Feder, Kenneth. Encyclopedia of Dubious Archaeology: From Atlantis to the Walam Olum. — Greenwood Publishing Group, 2010. — ISBN 978-0-313-37918-5.
- Feder, Kenneth. Ancient America: Fifty Archaeological Sites to See for Yourself. — Rowman & Littlefield Publishers, 2016. — ISBN 978-1-4422-6312-3.